# Bodrogkisfalud
Bodrogkisfalud là một thị trấn thuộc hạt Borsod-Abaúj-Zemplén, Hungary. Thị trấn này có diện tích 14,68 km², dân số năm 2010 là 878 người, mật độ 60 người/km².